# Attavicinus monstrosus
Attavicinus monstrosus är en skalbaggsart som beskrevs av Bates 1887. Attavicinus monstrosus ingår i släktet Attavicinus och familjen bladhorningar. Inga underarter finns listade.